# Samsø Bælt
Der Samsø Bælt, benannt nach der Insel Samsø, ist eine Meerenge in Dänemark, die den Großen Belt mit dem Kattegat verbindet. Im Norden wird sie gegen das Kattegat begrenzt durch eine Linie zwischen der Spitze der Halbinsel Ebeltoft und Gniben auf Sjællands Odde, im Südwesten grenzt sie zwischen Juelsminde und Æbelø an den Kleinen Belt und im Süden zwischen Romsø und den Halbinseln Asnæs und Røsnæs an den Großen Belt beziehungsweise an den Kalundborg Fjord.
Teilweise wird der Samsø Bælt als Teil des Kattegat betrachtet, teilweise auch als Teil des Großen Belt.
Manchmal wird im engeren Sinne auch nur das Gewässer östlich von Samsø, also zwischen Samsø, Sejerø und Rosnæs, als Samsø Bælt bezeichnet.